# Camponotus innexus
Camponotus innexus är en myrart som beskrevs av Auguste-Henri Forel 1902. Camponotus innexus ingår i släktet hästmyror, och familjen myror. Inga underarter finns listade.